# روي كاردوسو مارتينز
روي كاردوسو مارتينز (بالبرتغالية: Rui Cardoso Martins‏) هو صحفي وكاتب برتغالي، ولد في 1967 في بورتاليغري في البرتغال.